# Josef Loos (politik)
Josef Loos byl rakouský římskokatolický duchovní a politik české národnosti z Čech, během revolučního roku 1848 poslanec Říšského sněmu.

## Biografie
Roku 1849 se uvádí jako Joseph Loos, konzistorní rada a emeritní okresní vikář v Kouřimi. V letech 1815–1847 byl farářem v nedaleké Přistoupimi jistý Josef Loos.
Během revolučního roku 1848 se zapojil do veřejného dění. Ve volbách roku 1848 byl zvolen na ústavodárný Říšský sněm. Zastupoval volební obvod Kouřim. Tehdy se uváděl coby konzistorní rada a farář. Řadil se k sněmovní pravici. Na podzim 1848 patřil mezi poslední čtyři české poslance z Čech, kteří neodjeli ze stále se radikalizující Vídně a zasedali nadále v nyní již kusém parlamentu dominovaném německou liberální levicí. Uvádí se jako méně významný poslanec. Později se účastnil i schůzí parlamentu po jeho přesunu do Kroměříže.